# 27 a. C.
El año 27 a. C. fue un año común comenzado en domingo, lunes o martes, o un año bisiesto comenzado en lunes (las fuentes difieren) del calendario juliano. También fue un año común comenzado en domingo del calendario juliano proléptico. En aquella época, era conocido como el Año del Segundo Consulado de Octavio y Agripa (o menos frecuentemente, año 727 ab Urbe condita).

## Acontecimientos

### Roma
- 16 de enero:[1] Octavio es proclamado Augustus (venerado), dando inicio al Imperio romano.[nota 1] Se acuerda el Primer Pacto entre Octavio (ahora llamado Augusto) y el Senado para la definición de los poderes del princeps. Esta primera etapa imperial es conocida como el Principado.
- 25 de septiembre:[2] el general M. Mesala Corvino obtiene un triunfo en los Pirineos, concluyendo la dominación romana sobre dicha zona.
- Octavio Augusto se desplaza a la Hispania romana para dirigir personalmente la campaña contra los cántabros, astures y galaicos.
- La reestructuración (y fin) de la República romana es acompañada con la reorganización de sus territorios:
  - Agripa reorganiza Hispania en tres provincias: la Hispania Ulterior Baetica (Bética), con capital Córdoba, que será provincia senatorial; Lusitania Hispania Ulterior Lusitania, capital Augusta Emerita (Mérida; e Hispania Citerior, capital Tarraco (Act. Tarragona). Estas dos últimas son provincias imperiales.
  - En un Conventus en Narbona, se divide el territorio de la Galia en Galia Bélgica, Galia Lugdunense, Galia Aquitania y Galia Narbonense.
  - Se reorganiza la África Proconsular para incrementar el dominio romano.
- Se realiza el primer censo imperial; dando como resultado la cantidad de 4 063 000 ciudadanos.[3]
- Marco Vitruvio empieza a escribir De Architectura, el más antiguo tratado de arquitectura que se conoce (fecha aproximada).
- Octavio recibe del Senado el nombramiento de Augusto («el reverenciado»), título asimilado al de emperador y que también lo identificará. Nace el Imperio romano y muere la República.[4]
- El arquitecto romano Marco Vitrubio escribe De Architectura, tratado que recoge disertaciones sobre la arquitectura y la construcción.[4]

## Nacimientos
- Ai de Han, emperador chino.

## Fallecimientos
- Marco Terencio Varrón, militar y escritor romano.
- Cornelio Nepote, escritor romano en lengua latina.